# Macrostylophora heishuiensis
Macrostylophora heishuiensis är en loppart som beskrevs av Li Kuei-chen 1996. Macrostylophora heishuiensis ingår i släktet Macrostylophora och familjen fågelloppor. Inga underarter finns listade i Catalogue of Life.